# Antipapa Bento X
Bento X foi um antipapa ativo de abril de 1058 a janeiro de 1059, durante o pontificado de Nicolau II.